# Ohranlegeoperation nach Fritsch
Die Ohranlegeoperation nach Fritsch gehört zu den minimalinvasiven Verfahren der Ohranlegeoperationen, die nach Weerda Sonderformen der Ohrmuschelanlegeoperationen genannt werden.

## Geschichte
Fritsch nennt seine Methode Incisionless otoplasty und publizierte sie unter diesem Namen in den Jahren 1995, 2004, 2009 und 2013.

## Operationsmethode
Von winzigen Hautöffnungen der Ohrmuschelrückseite aus werden permanente, nicht resorbierbare (nicht auflösbare) Fäden mit einer speziellen Technik, die vorher von Kaye, Mouly und zeitgleich auch von Peled beschrieben wurde, als Matratzennähte unsichtbar um den Knorpel der Anthelix gelegt, angezogen und verknotet. Beim Anziehen der Fäden bewegt sich die Ohrmuschel in Richtung Kopf. Die kleinen Hautöffnungen, unter denen er die Knoten der Fäden positioniert, werden mit dünnen Catgutfäden verschlossen. Fritsch wies darauf hin, dass er mit dieser minimalinvasiven Technik nicht alle Ohren befriedigend korrigieren konnte. Deshalb kombinierte er sie mit traditionellen Ohranlegemethoden, indem er das Ohr im oberen und mittleren (conchalen) Drittel mit Fäden, die im Ohrknorpel und der Knochenhaut des Mastoids verankert wurden, zum Kopf hin zog. Dies entspricht der konventionellen Furnas Methode. Bei abstehenden Ohrläppchen wich er mitunter ebenfalls auf eine Technik der traditionellen Methoden zurück, indem er das Ohrläppchen auf der Rückseite öffnete und aus ihm Weichteilgewebe entfernte. Er stellte fest, dass seine minimalinvasive Technik bei ausgeprägter Conchahyperpasie zu keinen befriedigenden Ergebnissen führte. So beschrieb Fritsch seine Methode im Jahre 1995 und wendete sie bei insgesamt 13 Patienten an.
In den späteren Publikationen, bei denen er die Anzahl der operierten Patienten nicht genannt hat, erwähnt Fritsch, dass er den Knorpel der Anthelixvorderseite blind stichelt, riffelt bzw. ritzt (sogenanntes scoring), zum Teil auch tief, mitunter vollständig inzidiert, um die Rückbiegungskräfte des Knorpels zu schwächen. Er glaubte, dass nur auf diese Weise dauerhafte Ergebnisse zu erzielen sind. Diese Ritztechnik wurde vor ihm von Kaye, Mouly, Stenström und zeitgleich auch von Peled angewendet.
Die Fritsch-Methode stellt somit eine Kombination einer minimalinvasiven, den Knorpel nicht bearbeitenden Methode, wie sie von Merck bei mehreren Tausend von ihm operierten Ohren angewendet hat, mit der traditionellen Ritz-Technik  nach Stenström und der ebenfalls traditionellen Methode nach Furnas dar.

## Risiken und Komplikationsmöglichkeiten
Nach Fritsch: Wenig Schmerzen und Beschwerden.  Infektion, Hämatom, Schwellung, Fadenruptur, Epitheleinschlüsse mit Formung von kleinen Zysten,.
Mögliche weitere Risiken nach  Weerda:  Kosmetisch entstellende Knorpelkanten entlang der Anthelixvorderfläche bei zu tiefen Ritzungen oder Verletzungen der Knorpelhaut, Nachblutung, Hämatom, Rezidiv (Ohren stehen wieder ab), Überempfindlichkeit, Schmerzen auf Druck und Kälte, Druckschaden mit Gewebsuntergang (Nekrose) bei zu eng anliegendem, hartem Verband, Perichondritis (Entzündung des Knorpels), stärkere Asymmetrie der Ohrabstände (siehe hierzu auch Kapitel Otopexie), Verletzungsmöglichkeit des Gesichtsnerven und der postauriculären Gefäße bei der Kauterisation des Bindegewebes zwischen Mastoid und Ohrknorpel.